# Lou Reed (ragbista)
Lou Reed (* 10. září 1987) byl ragbista hrající na pozici druhé řady. Od roku 2006 hraje za Scarlets. V prosinci 2007 hrál v Rotherham R.U.F.C. V roce 2011 byl členem velšské ragbyové reprezentace na Mistrovství světa v ragby 2011.